# 甲賀流
甲賀流（こうかりゅう）は、近江国甲賀（現在の滋賀県甲賀市周辺）に伝わっていた忍術流派の総称。南東へ山を隔てた伊賀国（現在の三重県西部）の伊賀流と並び、最も有名な忍術の一派として知られる。甲賀流、伊賀流ともに伝系に関しては仮託の説が多く、信用できるものはあまりない。甲賀忍者と伊賀忍者の対立・対決を題材とした多数の創作により形成されたイメージの影響も大きいが、民家で史料が発見されるなど実像の研究も進み、少なくとも江戸時代には確実に存在したとされている。なお、「甲賀流」という名称の単一の流派は存在せず、あくまで甲賀に伝わる複数の流派があわさって甲賀流と呼ばれているにすぎない（甲賀の地侍は「甲賀衆」と当時から呼ばれた）。

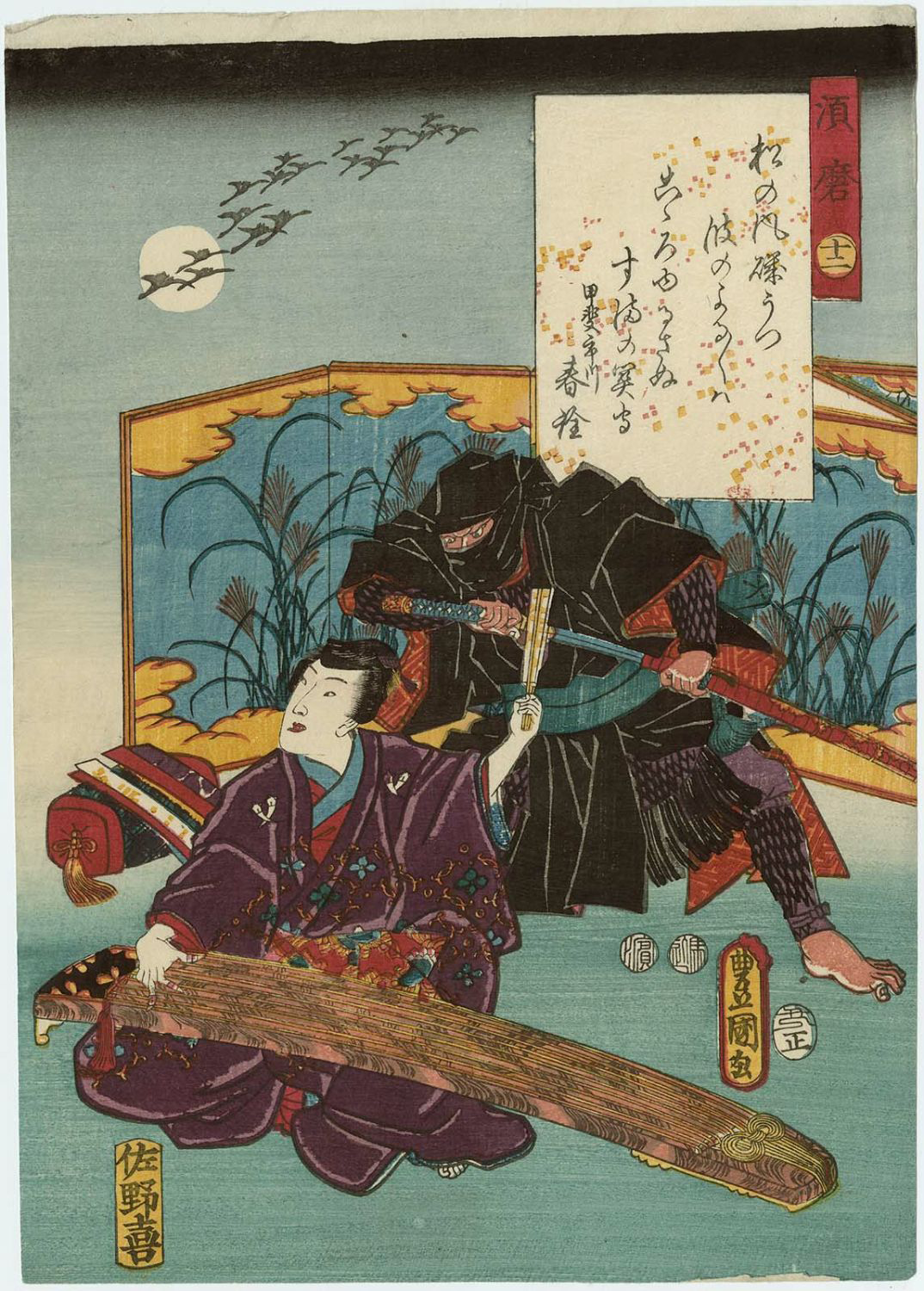
歌川国貞『今源氏錦絵合 須磨 十二』

## 特徴
現在の滋賀県甲賀市（こうかし）、湖南市にあった。普段は農業をしたり、行商をしたりして各地の情報を探る一方、指令が下ると戦場やその後方へ出向き、工作活動に励んだ。手妻に優れると評され、忍術の流派の中でも薬の扱いに長けており、その名残として甲賀には今も製薬会社が多い。また、女性の忍者が存在しなかったことでも有名である。
室町時代から戦国時代中期にかけて、甲賀は六角氏の傘下に属しながらも「惣」（そう）を形成し、郡に関わる全ての案件を多数決によって決定（合議制）・運営するなどしていた。これはこの時期では全国的に見ても極めて珍しいことであった。甲賀の地侍は自治を認められる代わりに、戦時は六角氏に協力しており、後述する「鈎の陣」での夜襲などでの活躍から、甲賀衆が後世で言う「忍者」として認識あるいは起用されるようになった。

## 歴史
古代、大伴氏の一族である伴宿禰が甲賀郷長となり、この地方の豪族として在任していた（大伴細人）。
平安時代に、その末裔が派生して武士化・土着化し、次第に甲賀武士が形成された。また鈴鹿関は東国への重要な関門であり、甲賀武士が守りを務めた。
戦国時代の甲賀は小領主達が「同名中」（どうみょうちゅう）という一族集団を形成していた。独立性が高く、甲賀には屋敷を土塁や堀で囲んで外敵に備えた城館や城砦が180以上あった。後述するように六角氏を助けて戦ったものの、その支配は十分に及ばなかった。後に織田信長が台頭して来るとそれら甲賀の侍衆たちは甲賀郡を単位とした連合体を結成する。それが甲賀郡中惣である。
室町時代後期、観音寺城に本拠を構える近江佐々木六角氏が着々と力を蓄え、室町幕府の命令を軽視あるいは無視し始めたことから、長享元年（1487年）に将軍足利義尚がこれを征討するために軍を発し、六角勢との間に戦いが行われた（鈎の陣）。義尚が諸国の大名を動員して六角氏の本拠観音寺城に迫ると、六角高頼は幕府軍との直接対決を避けて甲賀城に移動した。そこで義尚は本陣を栗太郡に位置する鈎の安養寺へ移し、甲賀城を攻めてこれを落城させるのだが、脱出した六角高頼は配下の甲賀武士達に命じ、山中でゲリラ戦を展開して頑強に抵抗した。「亀六ノ法」という、高頼の考え出した戦法がある。敵が攻めてきたら、亀のごとく甲賀山中に隠れ、敵が長陣に疲れ果てるのを待って、亀が手足を出すがごとく突然現れて攻撃するものである。その他、甲賀武士達は山中でその地の利を生かして様々な奇襲をかけ、また時には夜陰に乗じて義尚の本陣に迫って火や煙を放つなど、幕府軍を散々苦しめたという。そのためなかなか決着はつかず、長享3年（1489年）には義尚が陣中に没したため、足かけ3年にわたった戦いは終結、六角氏は生き残った。そして、この戦いに参加した五十三家の地侍達を「甲賀五十三家」と呼び、さらに五十三家の中で六角氏より感状を貰い重きを置かれた家を「甲賀二十一家」と称される。
以後、甲賀の侍衆は六角氏と行動を共にした。六角義賢が観音寺城の戦いで織田信長に敗れると、甲賀へ逃れて信長と戦うことになったが、野洲河原の戦いで甲賀の侍衆が加わった六角軍は信長に敗退した。その後も戦は続くが、やがて六角氏が没落すると甲賀は織田信長の支配下に入ることになる。信長の家臣の滝川一益は、甲賀出身という説もある。本能寺の変の際は、信長とともに討たれた森蘭丸の弟である森忠政とその母・妙向尼を甲賀の侍衆の伴惟安が甲賀の自領で匿った。後に伴氏は森忠政の家臣となる。本能寺の変を知り、本国三河へ帰還した徳川家康の伊賀越えでは、山口光広が家康に同行していた信長の家臣の長谷川秀一の求めに応じ、実兄の多羅尾光雅とともに甲賀の侍衆などを率いて家康一行の道中を警固した。「伊賀越え」の具体的な経路は諸説あり、甲賀を通過した距離が長いと推測する研究者もいる。三重大学教授の藤田達生は「伊賀越えというよりも、甲賀越えだった」との見解を示している。

### 伊賀との関係
「甲賀対伊賀」を宿敵同士に描くのは後世の創作である。史実において、両地域は「甲伊一国」と呼ばれ、婚姻を含め住人の関係は密接だった。「鈎の陣」では、伊賀衆も甲賀衆とともに六角高頼へ助勢（『近江輿地志略』）するなど同盟・連帯することが多かったが、相争った時期もある（天正伊賀の乱では、甲賀は織田信長軍による伊賀侵攻路の一つとなった）。

### 甲賀ゆれ
天正13年、羽柴（のちに豊臣）秀吉によって甲賀の侍衆は改易処分となった。甲賀は秀吉の家臣中村一氏の支配下となる。これにより甲賀の元侍衆たちは一部に武士身分化した者もあったが、多くは平民となった。これによって豊臣の天下は確実なものになった。彼らのことを甲賀古士と称する。

### 江戸期の甲賀古士
江戸時代、多羅尾氏が代官世襲を許されるなど、家康の伊賀越えを助けた甲賀の武士が重用された。一方、甲賀古士は寛文から元禄頃、江戸幕府へ武士身分の獲得を目指して嘆願運動を行う。前述の「甲賀五十三家」「甲賀二十一家」の語も、初出は寛文2年（1667年）に甲賀古士が作成して幕府に提出した『乍恐以訴状言上仕候』（おそれながらそじょうをもってごんじょうつかまつりそうろう）であり、江戸時代に入ってから作られた用語である。『乍恐以訴状言上仕候』などで甲賀古士たちは、彼らの先祖が徳川家康や幕府に仕えて貢献したとする由緒を主張し、これが後世「甲賀忍者」のイメージの原型となる。この訴願は幕府に認められず、100年余り訴願は中断する。この間に従来の地域社会が変化して本家と分家の主導権争いが起こり、寛政期の訴願にも反映される。寛政期の嘆願では、寺社奉行に忍術書『萬川集海』を提出した。この行動が、江戸時代社会に「甲賀忍者」の存在を広く知らしめることになった。
幕末になると甲賀古士たちは、かつての栄光を取り戻すために佐幕から倒幕へ転じ、甲賀隊を結成して小松宮彰仁親王の下で戊辰戦争に参加する。甲賀古士としての誇りをかけて訓練を重ね、庄内藩と戦った関川の戦いでは他の諸隊から賞賛されるほど活躍した。

### 近現代
甲賀古士のほとんどは、大政奉還後に平民としての身分に落ち着いたとされている。諜報活動をしながら山伏として守り札を売ったり、副業として『萬川集海』に記載のある忍薬（「飢渇丸」「舟不酔薬」等）やその他の薬を売り歩いたりしており、医学や製薬などに詳しかった。1884年（明治17年）に配札禁止令が出て本業ができなくなって売薬に専念し、配置売薬をするようになった。現在も甲賀地方には医薬品やドリンク剤などの会社や工場が多く見られ、「くすり学習館」という施設もある。商いによって成功した一部の薬屋は全国に規模を拡大していったため、近江兄弟社や日新薬品工業株式会社など現在の製薬会社の中には甲賀忍者の末裔によって設立された企業が多く存在している。

## 研究
甲賀忍者について、甲賀武士の家系において先祖が忍術を使い軍功を挙げたとする後世の由緒書などはあるが、当時の史料は少ない。一方で第二次世界大戦後に付け加えられたイメージが多く、存在さえ疑問視されることも多かった。しかし、2000年になり江戸時代に尾張藩に忍びとして仕えた甲賀五人組の1人が著した古文書『渡辺家文書』が民家で発見されるなど少なくとも江戸時代には確実に存在したと解釈されるようになった。2012年からは三重大学や甲賀市などが連携して学術的研究を進めている。渡辺家の末裔は甲賀忍術研究会で会長を務めたことがあり、渡辺家文書は『尾張藩甲賀者関係史料』として甲賀市観光協会で入手できる。
伊賀流とはライバル関係とされるが、実際は隣通しだったと言う事もあり、協力関係だったとされる。
また修行内容が大変良く似ており、名前が違うだけで内容は全く同じ、と言う事も多々あった。
甲賀は大工の里でもあった。 （忍者屋敷）

## 忍術屋敷
忍術屋敷の建造は、一見普通の農家だが、内部には縄梯子、落とし穴、回転戸、地下道などが仕掛けられている。
甲賀市甲南町竜法師2331番地に、甲賀五十三家の筆頭格であった望月出雲守の元禄年間建築の旧居が甲賀流忍術屋敷として残る。

## 甲賀の里 忍術村
滋賀県甲賀市甲賀町隠岐に、1983年に開園した甲賀の里忍術村があり、村内に『萬川集海』著者として知られる藤林保武の一族の家を移築したからくり屋敷や甲賀忍術博物館などの資料館が点在する。

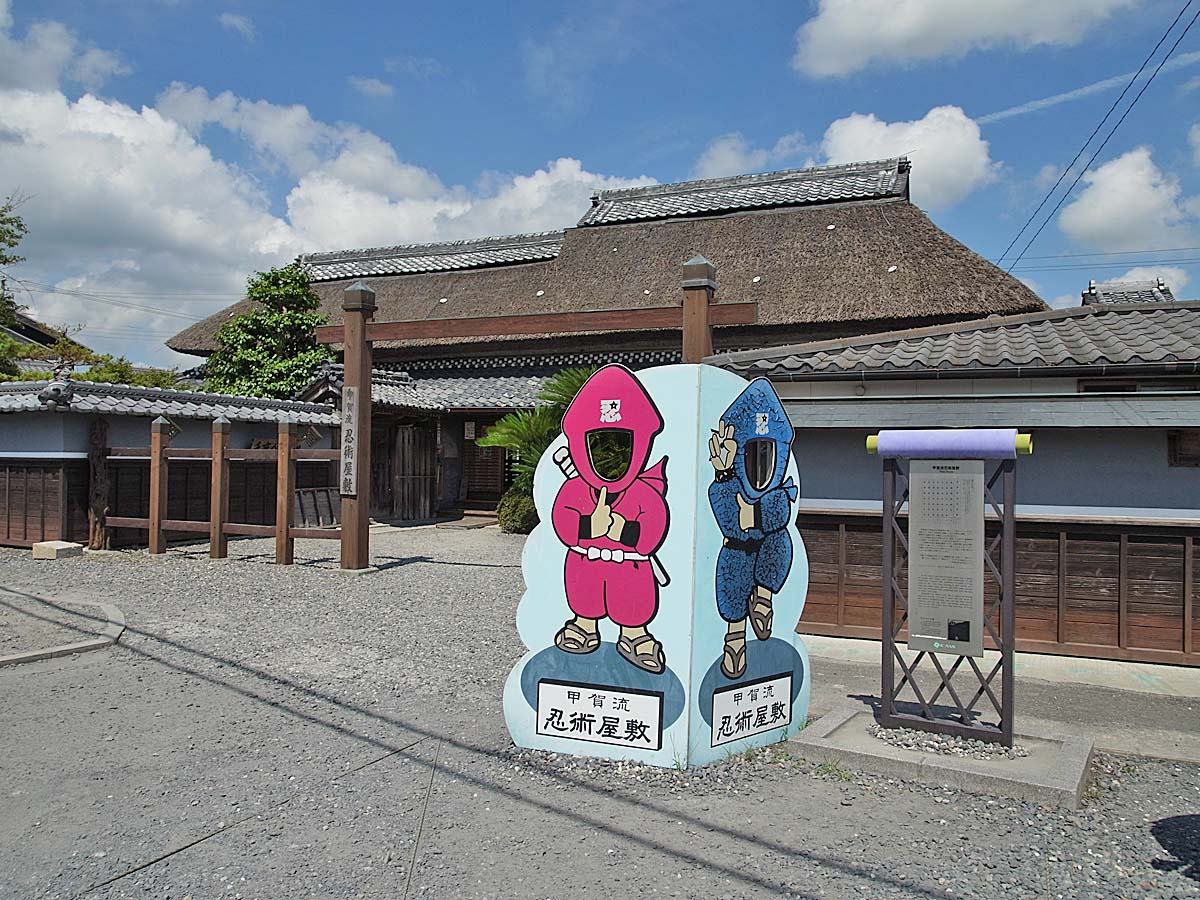
甲賀流 忍術屋敷

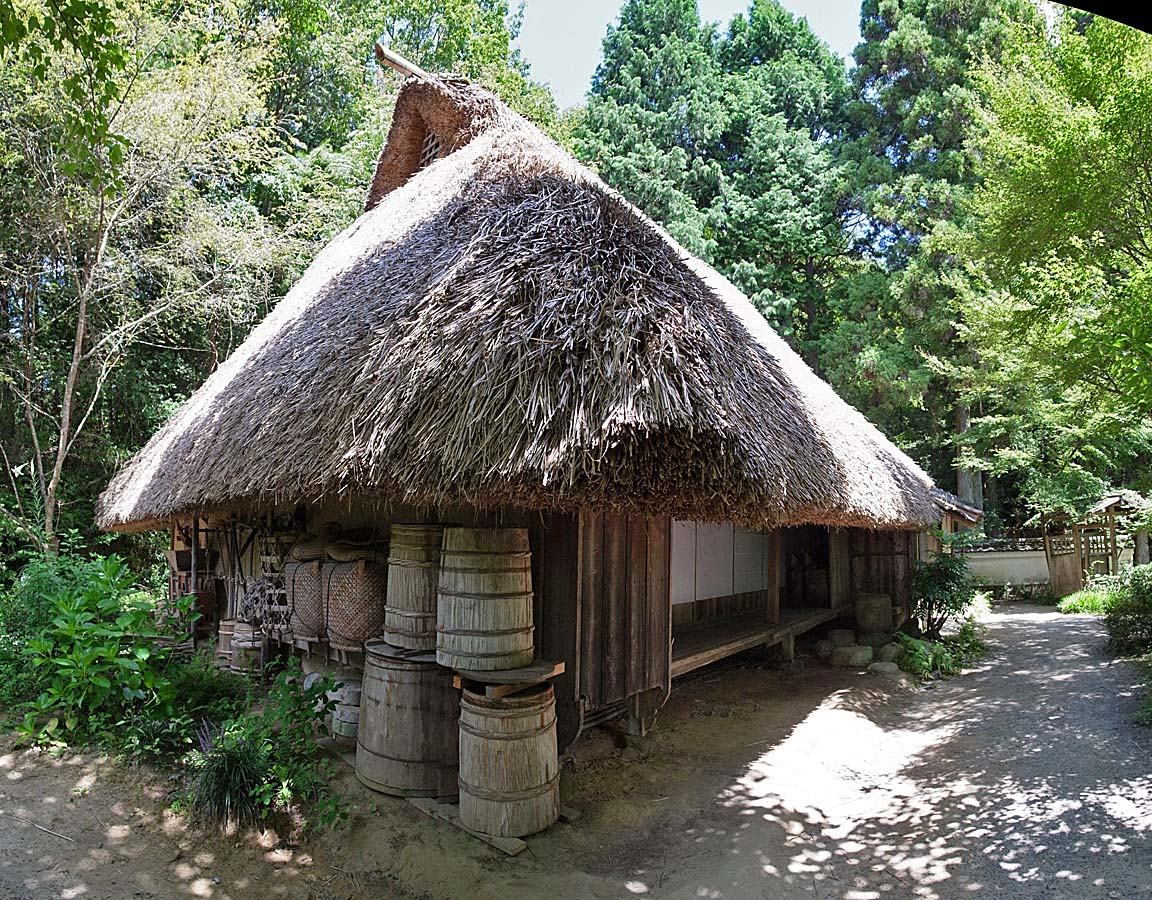
甲賀の里 忍術村

## 著名な甲賀忍者
- 鵜飼孫六 - 今川家臣鵜殿長持の守る三河上ノ郷城に潜入。200人の甲賀忍者隊を指揮して城内を撹乱し、長持は遁走して落城した。
- 杉谷善住坊 - 安土桃山時代の人物で、織田信長を火縄銃で狙撃したことで知られる。
- 多羅尾光俊
- 望月与右衛門

## 甲賀流をモチーフとした作品・キャラクター
- 伊賀の影丸 - キャラクターに「甲賀七人衆」が登場する。
- 織田信長と岩室長門守 - 主人公「岩室長門守」が甲賀流忍者。
- 陰からマモル! - ヒロインの1人「雲隠ホタル」が甲賀忍者。
- 仮面の忍者 赤影 - 「甲賀幻妖斎」率いる金目教、まんじ党は甲賀忍群である。
- 隠の王 - 忍の五大勢力の一派として。
- 甲賀忍法帖／バジリスク 〜甲賀忍法帖〜
- 甲賀のピンキー - パチンコ台。シリーズ化されている。
- 甲賀流忍者!ぽんぽこ - バーチャルYouTuber。甲賀市に住むタヌキの忍者。
- サスケ - 主人公「サスケ」が甲賀流の少年忍者。
- サムライスピリッツ - キャラクターの1人「ガルフォード」が甲賀忍者。「アースクェイク」も修行者の一人である。
- 超電磁マシーン ボルテスV - ボルテスチームの紅一点「岡めぐみ」は甲賀流十七代目。
- 直撃! 地獄拳 - 主人公「甲賀龍一」は甲賀忍法宗家第二十四代の嫡子。
- とある魔術の禁書目録 - キャラクターの一人「近江手裏」が甲賀忍者。
- 忍者ハットリくん - 主人公のライバル「ケムマキ・ケムゾウ」が甲賀流の少年忍者で他にも甲賀流のキャラが登場する。
- 忍者キャプター - 後半の敵が「甲賀忍衆」。
- プロゴルファー猿 甲賀秘境!影の忍法ゴルファー参上!
- 魔法先生ネギま! - キャラクターの1人「長瀬楓」が甲賀中忍。
- やじきた学園道中記 - キャラクターの「各雲斎小鉄」と、「剣望狭霧」が甲賀流忍者。特に剣望は傍流であるが「望月出雲守」の末裔とされている。
- 落第忍者乱太郎（忍たま乱太郎） - 忍術学園元教師「大木雅之介」が甲賀出身。
- 真田太平記 - 秀吉、家康に仕える山中長俊らが「甲賀山中忍び」